# Polyommatus schwingenschussi
Polyommatus schwingenschussi är en fjärilsart som beskrevs av Pfeiffer 1937. Polyommatus schwingenschussi ingår i släktet Polyommatus och familjen juvelvingar. Inga underarter finns listade i Catalogue of Life.